# City Guys
City Guys är en amerikansk komediserie. Serien handlar om Chris och Jamal som går i skolan i New York och alltid hamnar i problem. Den startade 1997 och nya avsnitt gjordes till 2001. Totalt gjordes 105 avsnitt.